# Mikojan-Gurewitsch I-340
Die Mikojan-Gurewitsch I-340 (russisch Микоян-Гуревич И-340) ist ein experimentelles Jagdflugzeug des sowjetischen Konstruktionsbüro Mikojan-Gurewitsch. Sie stellt das Bindeglied zwischen den in Serienproduktion gefertigten Typen MiG-17 und MiG-19 dar.

## Entwicklung
Sie ähnelte vom optischen Erscheinungsbild sehr der MiG-17, war aber an der Rumpfhecksektion, die schon der MiG-19 ähnelte, von dieser zu unterscheiden. Die Zelle sowie das in Mitteldeckerbauweise angeordnete Tragwerk bestanden aus Metall. Die Tragflächen waren an der Vorderkante um 42°, an der Hinterseite um 45° gepfeilt.
Der Triebwerkskonstrukteur Alexander Mikulin hatte eine Turbine entwickelt, die im Gegensatz zum herkömmlich in der MiG-17 verwendeten Triebwerk WK-1F so weit gewichtsreduziert worden war, dass zwei Exemplare davon nur 88 kg mehr wogen als ein einzelnes WK-1F. Zusätzlich hatte er auch den Durchmesser verkleinern können. Aus diesem Grunde war es möglich, eine Serien-MiG-17 mit zwei dieser als AM-5A bezeichneten Antriebe auszustatten.
Dieses Flugzeug bekam die Bezeichnung I-340 oder auch SM-1, was für modifizierten Pfeilflügel-Jäger steht. Eine zweite Maschine bekam zwei etwas verbesserte AM-5F-Turbinen und die Bezeichnungen I-360 oder SM-2. Das AM-5F war dann auch derjenige Antrieb, der als AM-9 oder RD-9 in den ersten MiG-19-Serien und auch in der Jak-25 Verwendung fand.
Die Erprobung der beiden Versuchsmuster begann Ende 1951 und erbrachte neue Erkenntnisse über das Flugverhalten von zweistrahligen Überschallflugzeugen mit gepfeilten Tragflächen, die bei der Entwicklung der MiG-19 berücksichtigt wurden.

## Technische Daten
| Kenngröße             | Daten                                                          |
| --------------------- | -------------------------------------------------------------- |
| Besatzung             | 1                                                              |
| Länge                 | 10,3 m                                                         |
| Spannweite            | 9,63 m                                                         |
| Flügelfläche          | 22,6 m²                                                        |
| Flügelstreckung       | 4,1                                                            |
| Startmasse            | 5.210 kg                                                       |
| Antrieb               | zwei Mikulin AM-5F                                             |
| Leistung              | 21,28 kN                                                       |
| Höchstgeschwindigkeit | 1.193 km/h in 1.000 m Höhe 1.154 km/h in 5.000 m Höhe          |
| Steigzeit             | 0,16 min auf 1.000 m 0,94 min auf 5.000 m 6,1 min auf 15.000 m |
| Dienstgipfelhöhe      | 15.600 m                                                       |
| Reichweite            | 920 km in 5.000 m Höhe 1.475 km in 10.000 m Höhe               |
| Bewaffnung            | eine 37-mm-MK N-37 zwei 23-mm-MK NR-23                         |